# Larbey
Larbey település Franciaországban, Landes megyében. Lakosainak száma 240 fő (2022. január 1.). Larbey Caupenne, Maylis és Saint-Aubin községekkel határos.

## Népesség
A település népességének változása:
| Lakosok száma | 274  | 228  | 242  | 240  | 248  | 247  | 242  | 244  | 245  | 240  |
|               | 1968 | 1982 | 1990 | 2006 | 2013 | 2015 | 2017 | 2019 | 2020 | 2022 |